# Segunda División de Chile 1973
El Campeonato Nacional de Fútbol de Segunda División de 1973 fue el 22° torneo disputado de la segunda categoría del fútbol profesional chileno, con la participación de catorce equipos. 
El torneo se jugó en dos ruedas con un sistema de todos-contra-todos.
El campeón del torneo fue Deportes Aviación, que consiguió el ascenso para la Primera División por primera vez en su historia.

## Movimientos divisionales
| Pos | a Primera División de Chile 1973 |
| --- | -------------------------------- |
| 1º  | Palestino (Campeón)              |

| Pos | a Segunda División de Chile 1973 |
| --- | -------------------------------- |
| -   | -                                |

| Pos | Descendido desde Primera División de Chile 1972 |
| --- | ----------------------------------------------- |
| 1º  | Everton                                         |

| Pos | Asociación de Origen |
| --- | -------------------- |
| -   | -                    |

## Equipos participantes
| Equipo            | Ciudad                              |
| ----------------- | ----------------------------------- |
| Audax Italiano    | La Florida, Santiago de Chile       |
| Colchagua         | San Fernando                        |
| Coquimbo Unido    | Coquimbo                            |
| Deportes Aviación | El Bosque, Santiago de Chile        |
| Deportes Ovalle   | Ovalle                              |
| Everton           | Viña del Mar                        |
| Ferroviarios      | Estación Central, Santiago de Chile |
| Iberia            | Los Ángeles                         |
| Independiente     | Cauquenes                           |
| Lister Rossel     | Linares                             |
| Ñublense          | Chillán                             |
| San Antonio Unido | San Antonio                         |
| San Luis          | Quillota                            |
| Santiago Morning  | Recoleta, Santiago de Chile         |

## Tabla final
| Pos | Equipo            | PJ | PG | PE | PP | GF | GC | Dif | Pts |
| --- | ----------------- | -- | -- | -- | -- | -- | -- | --- | --- |
| 1   | Deportes Aviación | 26 | 15 | 8  | 3  | 36 | 19 | 17  | 38  |
| 2   | Ñublense          | 26 | 14 | 9  | 3  | 44 | 26 | 18  | 37  |
| 3   | Everton           | 26 | 14 | 6  | 6  | 51 | 20 | 31  | 34  |
| 4   | Santiago Morning  | 26 | 12 | 9  | 5  | 44 | 29 | 15  | 33  |
| 5   | Deportes Ovalle   | 26 | 11 | 8  | 7  | 40 | 30 | 10  | 30  |
| 6   | Coquimbo Unido    | 26 | 9  | 12 | 5  | 32 | 27 | 5   | 30  |
| 7   | Audax Italiano    | 26 | 11 | 5  | 10 | 43 | 32 | 11  | 27  |
| 8   | Lister Rossel     | 26 | 7  | 9  | 10 | 31 | 40 | -9  | 23  |
| 9   | San Antonio Unido | 26 | 8  | 7  | 11 | 34 | 47 | -13 | 23  |
| 10  | San Luis          | 26 | 5  | 9  | 12 | 24 | 35 | -11 | 19  |
| 11  | Independiente     | 26 | 7  | 5  | 14 | 31 | 43 | -12 | 19  |
| 12  | Ferroviarios      | 26 | 4  | 10 | 12 | 29 | 39 | -10 | 18  |
| 13  | Iberia            | 26 | 5  | 7  | 14 | 24 | 50 | -26 | 17  |
| 14  | Colchagua         | 26 | 6  | 4  | 16 | 23 | 49 | -26 | 16  |

PJ=Partidos jugados; PG=Partidos ganados; PE=Partidos empatados; PP=Partidos perdidos; GF=Goles a favor; GC=Goles en contra; Dif=Diferencia de gol; Pts=Puntos
|  | Campeón. Asciende a Primera División |
|  | Desciende a su Asociación de origen  |